# Pompás kacérkolibri
A pompás kacérkolibri (Lophornis magnificus) a madarak osztályának sarlósfecske-alakúak (Apodiformes) rendjébe és a kolibrifélék (Trochilidae) családjába tartozó faj.

## Rendszerezése
A fajt Louis Pierre Vieillot francia ornitológus írta le 1817-ben, a Trochilus nembe Trochilus magnificus néven.

## Előfordulása
Brazília területén honos. Természetes élőhelyei a szubtrópusi és trópusi síkvidéki esőerdők, száraz szavannák, valamint ültetvények és emásodlagos erdők.

## Megjelenése
Testhossza 8 centiméter.

## Életmódja
Ízeltlábúakkal és a nektárral táplálkozik.
|  |

## Természetvédelmi helyzete
Az elterjedési területe rendkívül nagy, egyedszáma pedig ismeretlen. A Természetvédelmi Világszövetség Vörös listáján nem fenyegetett fajként szerepel.